# Jaapiella genisticola
Jaapiella genisticola är en tvåvingeart som först beskrevs av Löw 1877.  Jaapiella genisticola ingår i släktet Jaapiella och familjen gallmyggor. Inga underarter finns listade i Catalogue of Life.